# Riserva naturale dei Laghi di Doberdò e Pietrarossa
La riserva naturale dei Laghi di Doberdò e Pietrarossa (in sloveno Naravni Rezervat Doberdobsko in Prelosno Jezero) è un'area naturale protetta del Friuli-Venezia Giulia istituita nel 1996.
Occupa una superficie di 727 ha ed interessa 3 comuni della provincia di Gorizia: Doberdò del Lago, Monfalcone e Ronchi dei Legionari.

## Descrizione
È stata istituita con la Legge Regionale n. 42/1996 in recepimento della Legge quadro nazionale sulle aree protette n. 394/1991 e successivamente inserita nella rete europea “Natura 2000”. L’elemento caratterizzante di questa Riserva è la presenza di due grandi depressioni carsiche (polje) ospitanti due laghi separati da rilievi calcarei: il lago di Doberdò e il lago di Pietrarossa.
Poiché il Carso è impostato su calcare, roccia carbonatica molto permeabile, tutto il territorio manca di un’idrografia superficiale essendo l’acqua confinata nel sottosuolo. Conseguentemente la presenza dei laghi contrasta la circostante aridità e permette lo sviluppo di ecosistemi tipici delle zone umide normalmente assenti su tutto il Carso, che conferiscono all’area protetta un elevato grado di biodiversità.
Percorrendo i sentieri di quest’area protetta si ha quindi la possibilità di osservare il passaggio da habitat di ambienti aridi, come i prati di landa o i campi solcati, a quelli di zone umide che circondano i laghi. Sul colle M. Castellazzo, che si eleva sopra il lago di Doberdò, si trova il Centro visite Gradina nel cui Museo il visitatore ha modo di ripercorrere, anche attraverso strumenti interattivi, gli aspetti storici e naturalistici della Riserva e del Carso.

## Ambiente

### Flora
Nella Riserva naturale il paesaggio vegetale si presenta molto vario essendo caratterizzato da habitat le cui caratteristiche ecologiche spaziano dagli ambienti umidi, associati ai due laghi, a quelli parasteppici, come la landa. Ne deriva un elevato grado di biodiversità floristica complessiva.
Per quanto concerne il lago di Doberdò, il solo ad aver mantenuto le caratteristiche di lago temporaneo, la composizione floristica varia in funzione dell’umidità edafica. Si passa così dal bosco ripariale a salici e pioppi alla fascia dei cariceti con le vistose fioriture di Leucojum aestivum a cui segue il canneto a Phragmites australis fino ad arrivare alle zone a maggiore profondità, dove crescono specie acquatiche come le ninfee.
Al lago di Pietrarossa risultano molto sviluppati i saliceti a Salix cinerea e Frangula alnus, e la sequenza descritta per il lago di Doberdò non è presente, essendo il livello dell’acqua pressoché costante. Di particolare interesse la landa parasteppica,  a Chrysopogon gryllus e Centaurea cristata, su cui è in atto un processo di incespugliamento da parte dello scotano (Cotinus coggygria). Ampie zone sono occupate dalla boscaglia carsica a carpino nero e roverella, sostituite solo in alcune zone più fresche dai boschi a rovere e cerro.

### Fauna
La ricchezza di habitat che caratterizza il Carso si riflette anche nell’elevata biodiversità della sua fauna. Questa condizione si accentua ancor più all’interno della Riserva grazie alla maggior disponibilità idrica determinata dalla presenza dei laghi carsici di Doberdò e Pietrarossa.
Attorno alle zone umide di questi specchi lacustri ruota la vita di alcune specie che necessitano di ambienti freschi e umidi. Notevole la presenza di rettili e anfibi tra i quali ricordiamo il proteo (Proteus anguinus), un urodelo strettamente specializzato a vivere nelle acque sotterranee delle cavità carsiche e per questo difficilmente visibile in superficie. La comunità ittica è caratterizzata da pesci, ciprinidi soprattutto, capaci di sopportare ampie variazioni termiche della temperatura e forti diminuzioni dell’ossigeno disciolto.
L’area protetta rappresenta anche un importante sito per un elevato numero di specie ornitiche, almeno 190 da recenti monitoraggi, molte delle quali d’interesse comunitario ai sensi della Direttiva Uccelli CE 79/409. Da evidenziare la presenza di 6 specie di Picidi, tra cui il picchio cenerino (Picus canus) ed il picchio nero (Dryocopus martius). Il popolamento d’invertebrati nella Riserva è molto ricco poiché, oltre alle comunità proprie degli ecosistemi terrestri (boscaglia, landa, affioramenti rocciosi ecc.), sono presenti anche quelle legate agli ambienti sotterranei (grotte e cavità) e di acqua dolce.
Protozoi, rotiferi, crostacei, molluschi e insetti formano un elemento basilare della catena alimentare di ciascuno di questi ecosistemi.
Tra i mammiferi si annoverano alcune specie rare o localizzate come la puzzola (Mustela putorius), lo sciacallo dorato (Canis aureus) ed il gatto selvatico (Felis silvestris). Le numerose cavità, derivanti dal fenomeno del carsismo, ospitano una ricca comunità di pipistrelli. Tra questi vi sono specie comuni come il rinolofo maggiore (Rhinolophus ferrumequinum) o la nottola (Nyctalus n. noctula) altre, come il rinolofo di Blasius (Rhinolophus b. blasii) sono da considerarsi rare, forse estinte. 
Simbolo della Riserva è il riccio orientale (Erinaceus concolor roumanicus), la cui distribuzione nell’Europa orientale, trova in questo territorio il suo limite occidentale.